# Kapon
 (mai 2015).
Si vous disposez d'ouvrages ou d'articles de référence ou si vous connaissez des sites web de qualité traitant du thème abordé ici, merci de compléter l'article en donnant les références utiles à sa vérifiabilité et en les liant à la section « Notes et références ».
Les Kapon sont un peuple de la famille Karib (Brésil, Guyana, Venezuela).
Ce groupe dialectal et culturel est composé aujourd'hui de trois sous-groupes distincts : Akawaio, Patamona et Ingariko.
À l’exception des Ingariko, les Kapon ont été très touchés dès le début du XXe siècle par les missionnaires protestants ; c’est chez eux qu’est apparu dans les années 1950 un mouvement messianique nommé Aleluia ("Halleluia", en anglais).
L'ensemble des groupes totalisait 4 866 personnes pour la période 1982-86, soit 2 991 Akawaio, 1 675 Patamona et 200 Ingariko ; les mêmes totalisaient seulement 3 845 personnes en 1965-72. En 1992, 811 Akawaio vivaient au Venezuela. Ils sont localisés dans les environs des rios Cotingo (Brésil), Mazaruni et Potaro (Guyana) et Ireng (Guyana/Brésil).
Une réserve de 90 000 ha est délimitée pour tous les Ingariko et pour 200 Akawaio au Brésil, une grande réserve (Haut Mazaruni) en Guyana et rien au Venezuela.
Ils vivent dans des milieux naturels de forêt tropicale humide sub-caducifoliée, d'îlots de forêt et de savane arborée et de forêts de montagne. Cet environnement est cependant fortement dégradé (recherche aurifère et diamantifère, colonisation agricole).